# Dien
Der Dien ist ein kleiner Fluss in Frankreich, der im Département Somme in der Region Hauts-de-France verläuft. Er entspringt im Gemeindegebiet von Nouvion, beim Schloss Dreuillet und entwässert generell in westlicher Richtung durch den Regionalen Naturpark Baie de Somme Picardie Maritime. Er durchquert zunächst ein größeres Feuchtgebiet, wendet sich dann nach Südwest, erreicht den Ort Noyelles-sur-Mer, wendet dort wiederum nach Nordwest und erreicht nach einer Gesamtstrecke von etwa 10 Kilometern im Gemeindegebiet von Ponthoile den Ästuar des Flusses Somme (auch Somme-Bucht genannt). Die Somme-Bucht gehört bereits zu den Meeresgewässern und ist mit einem Deich vom Festland getrennt. Hier gibt es einen Gezeiten-abhängigen Durchfluss, der das Wasser des Dien passieren lässt oder über einen etwa vier Kilometer langen künstlichen Wasserlauf entlang der Departementsstraße 940 nach Le Crotoy führt und dort über den Canal de la Maye in die Somme-Bucht einleitet.
Im Oberlauf quert der Dien die Autobahn A16 und danach die Bahnstrecke Longueau–Boulogne-Ville.

## Orte am Fluss
(Reihenfolge in Fließrichtung)
- Nouvion
- Bonnelle, Gemeinde Ponthoile
- Noyelles-sur-Mer
- Morlay, Gemeinde Ponthoile
- Le Crotoy